# Netzleittechnik
Mit Hilfe der Netzleittechnik werden die Übertragungs- und Verteilnetze für den Transport elektrischer Energie überwacht und gesteuert. Netzleitsysteme unterscheiden sich in zwei wesentlichen Punkten von anderer Leittechnik. Erstens handelt es sich um mehrere, hierarchisch den einzelnen Spannungsebenen zugeordnete, miteinander kommunizierende Prozessleitsysteme mit jeweils eigener Warte, sogenannte Netzleitstellen. Zweitens macht die große räumliche Ausdehnung und Verteilung der Netze und ihrer Leitsysteme eine Fernwirktechnik erforderlich, um die einzelnen Komponenten aus der Distanz anzusteuern.
Durch die Energiewende hat die Netzleittechnik bei der Stromversorgung einen noch größeren Stellenwert bekommen, sie wird jedoch auch bei anderen leitungsgebundenen Versorgungsnetzen wie dem Gasnetz, dem Trinkwassernetz und dem Fernwärmenetz eingesetzt.

## Historischer Überblick über die Entwicklung (die wichtigsten Meilensteine)
Die Entwicklung der Netzleittechnik ist eng mit der Geschichte der Elektrizität und der Automatisierung von Stromnetzen verbunden.

### Frühe Elektrifizierung (spätes 19. Jahrhundert)
Die Anfänge der Netzleittechnik liegen in der Zeit Ende des 19. Jahrhunderts, als die Elektrifizierung begann. Zu dieser Zeit wurden die ersten zentralen Stromversorgungssysteme entwickelt, um Elektrizität über größere Entfernungen zu übertragen. Die Steuerung und Überwachung waren rudimentär und manuelle Eingriffe waren notwendig.

### Mechanische Schutzrelais (Anfang 20. Jahrhundert)
In den frühen 1900er Jahren wurden mechanische Schutzrelais eingeführt, um elektrische Systeme besser zu überwachen und vor Fehlfunktionen zu schützen. Diese Relais konnten auf bestimmte Ereignisse wie Kurzschlüsse oder Überlastungen reagieren und elektrische Geräte abschalten.

### Fernwirktechnik und Fernsteuerung (1920er – 1930er Jahre)
In den 1920er und 1930er Jahren wurden Technologien zur Fernwirkung und Fernsteuerung entwickelt, die es ermöglichten, elektrische Anlagen aus der Ferne zu überwachen und zu steuern. Die Kommunikation erfolgte zunächst über Telefonleitungen, später wurden auch drahtlose Kommunikationstechnologien eingesetzt.

### Entwicklung von SCADA-Systemen (1960er Jahre)
In den 1960er Jahren wurden die ersten Supervisory Control and Data Acquisition (SCADA)-Systeme entwickelt. Diese Systeme ermöglichten die Erfassung, Überwachung und Steuerung von Daten in Echtzeit über entfernte Anlagen. SCADA-Systeme wurden vor allem in der Energie- und Wasserversorgung eingesetzt und bildeten die Grundlage für modernere Netzleittechnik.

### Digitalisierung und Computertechnologie (1970er – 1980er Jahre)
Mit dem Aufkommen der Computertechnologie in den 1970er und 1980er Jahren konnte die Netzleittechnik deutlich verbessert werden. Die Überwachung und Steuerung von komplexen Netzwerken wurde durch digitale Systeme und leistungsstarke Computer erleichtert.

### Dezentrale Steuerung (1990er – 2000er Jahre)
In den 1990er und 2000er Jahren begann die Netzleittechnik, sich von zentralisierten Kontrollsystemen hin zu dezentralen Lösungen zu entwickeln. Dies wurde durch Fortschritte in der Kommunikationstechnologie ermöglicht, die es ermöglichten, Daten in Echtzeit über große Entfernungen auszutauschen.

### Smart Grids und IoT (Internet of Things) (2000er Jahre – heute)
In den letzten Jahren hat sich die Netzleittechnik weiterentwickelt, um den Anforderungen moderner Smart Grids gerecht zu werden. Intelligente Technologien, das Internet der Dinge (IoT) und fortschrittliche Analysetools haben die Überwachung und Steuerung von Stromnetzen noch präziser und effizienter gemacht. Smart Grids integrieren erneuerbare Energien, Energiespeicherung und Elektromobilität und ermöglichen eine bessere Laststeuerung.
Die Netzleittechnik bleibt ein sich ständig weiterentwickelndes Gebiet, da neue Technologien und Innovationen die Effizienz, Sicherheit und Nachhaltigkeit unserer Strom- und Infrastrukturnetze verbessern.
Die Netzleittechnik umfasst die Mess-, Steuerungs- und Regelungstechnik von Netzen. Hauptsächlich eingesetzt wird die Netzleittechnik in leitungsgebundenen Netzen wie Stromnetzen, aber auch in Rohrnetzen wie Gas-, Wasser- (Trinkwasser/Abwasser) und Wärmenetze (Fernwärme/Nahwärme). Betrieben wird die Netzleittechnik durch Netzbetreiber und Versorgungsunternehmen.
Die Netzleittechnik ist ein Spezialgebiet der Prozessleittechnik; sie gehört zu den Angewandten Ingenieurwissenschaften.

## Aufgaben der Netzleittechnik
Die Aufgabe der Netzleittechnik besteht darin, die Netzbetreiber in der Betriebsführung ihrer Netze zum Beispiel Stromnetze zu unterstützen, d. h. dem Betriebspersonal (die Personen werden auch Operator, Schalttechniker, Schaltingenieure genannt) Entscheidungshilfen an die Hand zu geben und so weit wie möglich bei Routinearbeiten zu entlasten. Neben der Netzüberwachung muss auf sich ergebende Störsituationen reagiert und steuernd in das Netzgeschehen eingegriffen werden.
Zu den wesentlichen Grundaufgaben der Netzleittechnik gehört es, Prozessinformationen wie Zählwerte, Messwerte und Meldungen an eine zentrale Leitstelle zu übertragen, dort bedienergerecht aufzubereiten und darzustellen. In der Gegenrichtung besteht die Aufgabe, Steuer- und Stellbefehle an den Prozess auszugeben.
In den Anfängen der Stromversorgung bestand die Netzleittechnik meist aus vielen dezentralen Steuerstellen mit einfachen Fernsteuer- und Fernüberwachungseinrichtungen. Der Fortschritt dieser Einrichtungen bestand im Wesentlichen in der richtigen chronologischen Erfassung der Prozessereignisse sowie deren fortlaufenden Protokollierung.
Schritthaltend mit der Entwicklung der Computertechnik seit den 1980er Jahren hat die Netzleittechnik stark an Bedeutung zugenommen. Neben den Kernaufgaben der Netzsteuerung und Netzüberwachung bietet die Rechnertechnik heute vielfältige Möglichkeiten der Störungsanalyse, der Simulation von Netzzuständen und Netzfehlern, unter anderem auch für Trainings- und Schulungszwecke des Betriebspersonals, sowie die Ermittlung und Einstellung optimaler Netzzustände.

## Primär- und Sekundärtechnik
Unter Primärtechnik wird alles zusammengefasst, was den eigentlichen Prozess betrifft, Sekundärtechnik sind die Einrichtungen, die nur indirekt am Prozess beteiligt sind. Darunter fallen viele für den Betrieb der Netze notwendige Funktionen und Einrichtungen wie z. B.:
- Lokale Steuerung/Nahsteuerung (Steuerung der einzelnen Schaltanlagenfelder vor Ort, meist über einen Feldsteuerschrank),
- Stationsleittechnik (Ist die Lokale Steuerung/Nahsteuerung zum Zwecke der Vorverarbeitung und Informationsdarbietung mit Rechnertechnik ausgeführt und mit Netzschutz kombiniert, so spricht man von Stationsleittechnik.),
- Spannungsregelung (Konstanthaltung der Netzspannung bei verschiedenen Belastungszuständen),
- Netzschutz (Überwachung der Leitungen auf Kurzschluss oder Erdschluss mit Abschaltung der betreffenden Leitung),
- Energiezählung,
- Fernmessung (Fernübertragung von Messwerten zu einer entfernten Netzleitstelle),
- Eigenbedarf (gesicherte Gleich- und Wechselspannungsversorgung, Batterieanlagen, Gleich- und Wechselrichter) Aufrechterhaltung der Funktion der Anlage auch bei Stromausfall bzw. Netzstörungen.
- Rundsteueranlage (Steuerung geeigneter im Netz vorhandener Verbraucher, z. B. Nachtspeicherheizungen),
- Fernwirktechnik,
- Netzleitsystem.

Viele der Begriffe aus dem Bereich Netzleittechnik werden umgangssprachlich benutzt (z. B. Leitsystem) und können je nach Kontext unterschiedliche Bedeutung haben. So können z. B. Stationsleitsystem oder Netzleitsystem vereinfacht beide mit dem gleichen Begriff Leitstelle bezeichnet werden.

## Komponenten der Netzleittechnik

### Fernwirktechnik
Die Aufgabe der Fernwirktechnik besteht darin, die Netzinformationen zwischen den Schaltanlagen und einer Netzleitstelle zu übertragen. Bei den Fernwirkanlagen spricht man dabei je nach Standort von einer Fernwirkunterstation, d. h., die Fernwirkanlage befindet sich im Anlagengebäude vor Ort, meist in einem Umspannwerk, oder von einer Fernwirkzentrale, wenn sie sich in einer räumlich entfernten, zentralen Leitstelle befindet. Zur Überbrückung der Distanzen zwischen den Anlagen im Netz und der zentralen Leitstelle bedient sich die Fernwirktechnik der Übertragungstechnik (digitale Übertragungsnetze (zum Beispiel PDH, SDH), Wechselstromtelegrafie (WT) usw.).

### Fernwirkknoten
Vom Fernwirkknoten werden die Netzinformationen von den an einer Leitstelle angeschlossenen Fernwirkanlagen gebündelt dem Rechnersystem der Leitstelle übergeben. Heute werden hier meist Konzentratoren eingesetzt, die die mit niedriger Bandbreite auflaufenden seriellen Kanäle von den Fernwirkanlagen zusammenfassen und per LAN oder WAN dem Netzleitsystem übergeben.

### Leitstelle
Die zentrale Komponente der Netzleittechnik ist die Leitstelle. Synonyme hierfür sind Schaltleitung, Hauptschaltleitung, Netzleitstelle und Warte. Die unterschiedlichen Termini weisen meist auf die Spannungsebene, in welcher das zu überwachende Netz angesiedelt ist. Die Aufgabe der Leitstelle ist die Verarbeitung und Aufbereitung sowie Darbietung der Informationen für den Netzbetrieb in der Warte.

## Ausrüstung
Während früher Netzleitsysteme mit ein bzw. zwei Prozessrechnern ausgestattet waren, werden heute die anstehenden Aufgaben von Mehrfach-Rechnersystemen erledigt. Verschiedene Funktionskomplexe werden dabei auf mehrere Rechner verteilt. Dabei geben sich die Rechner untereinander mehrfach Redundanz, dies gewährleistet so ein hohes Maß an Verfügbarkeit.
Anstelle von Mosaiktafeln, wie sie in älteren Leitstellen zur Netzdarstellung zu finden sind, wird heutzutage auch die Großbilddarstellung, die so genannte Rückprojektionstechnik, eingebaut. Dabei werden auf einer modular aufgebauten, transparenten Projektionswand, Prozessbilder von der Rückseite mit Hilfe eines speziellen Beleuchtungssystems projiziert. Hierbei werden entweder LCD-Panels oder DLP-Projektoren eingesetzt, die Monitorinhalte mit Hilfe der X-Window-Technik zur Darstellung auf die Projektionswand bringen. Die Auflösung der einzelnen Wandmodule ist dabei vergleichbar mit der herkömmlichen PC-Grafik. Die Projektionswand als Übersichtsmedium wird dabei nicht nur wie in der Vergangenheit zur Darstellung einer Netzübersicht verwendet, sondern dient größeren, modernen Warten mit Maus und Tastatur als eigenständiges interaktives Bedien- und Darstellungsmedium von großen Netzdarstellungen.
Bei der Erfüllung dieser Aufgaben kann erheblicher Aufwand entstehen. Dem Operator-Personal (Schalttechniker, Schaltingenieure) werden zur Erfüllung dieser vielfältigen und verantwortungsvollen Aufgaben diverse Funktionalitäten/Tools zur Verfügung gestellt.

## Funktionen der Netzleitstelle
Die Funktionalität einer Netzleitstelle wird überwiegend durch die Anwendersoftware realisiert. Üblicherweise wird diese in die Bereiche SCADA und HEO gegliedert.
Seit geraumer Zeit wird die Netzleittechnik auch tiefer in die betriebliche Ablaufplanung eingebunden. Kopplungen zur Materialwirtschaft des Versorgungsunternehmens sowie Werkzeuge zur Personaleinsatzplanung werden vermehrt eingesetzt. Auch Auskunftsfunktionen über Ort und Lage von Umspannstationen und Leitungen in der Geografie, unternehmensinterne Datenauswertungen und Informationen über das aktuelle Wettergeschehen werden implementiert und grafisch aufbereitet dem Operator visuell dargestellt.

### SCADA-Funktionen für elektrische Energieversorgungs-, Gas-, Wasser- und Fernwärmenetze
Supervisory Control and Data Acquisition (SCADA) ist das Überwachen und Steuern technischer Prozesse mittels eines Computer-Systems.

#### MMI/Mensch-Maschine-Interface
Die Bearbeitung und Beobachtung der zu überwachenden Netze erfolgt in der Regel über Bilder, die an Arbeitsplätzen mit hochauflösenden Farbsichtsystemen dargestellt und bedient werden. Des Öfteren werden zusätzlich Großbildprojektionssysteme zur Darstellung größerer Netzzusammenhänge eingesetzt. Weitere Peripheriegeräte sind Drucker, Hardcopy-Geräte und fallweise Plotter oder Messwertschreiber.
Ein Wartenarbeitsplatz besteht normalerweise aus einem Arbeitsplatzrechner mit bis zu sechs Farbmonitoren, Tastatur und Maus. Bei Einsatz mehrerer Monitore am Arbeitsplatz kann der Cursor kontinuierlich über die Monitore hinweg bewegt werden, wobei dann Eingaben über Tastatur und Maus jeweils auf dem per Cursor vorgewählten Monitor wirksam werden (Multimonitoring).
Grundfunktionen der MMI:
- Pull-down Menüs bzw. feste Anwahlmarken auf dem Monitor
- Vergrößern/Verkleinern des Darstellungsmaßstabes (Zoomen)
- Vergrößern/Verkleinern des Darstellungsmaßstabes mit Unterdrückung bzw. Ausgabe zusätzlicher vorher definierter Informationen (Decluttering)
- horizontales bzw. vertikales Verschieben des Monitorbildes als Ausschnitt über einem Weltbild (Panning bzw. Scrolling)
- Überlagerung von Bildebenen zur Darstellung bzw. Einblendung verschiedener Informationen an gleichen Positionen eines Bildes (zum Beispiel Messwerte von Spannung / Strom / Leistungen u. ä.)
- Mehrfenstertechnik mit Drag & Drop und Navigator
- X11- und JAVA Standards
- Zur Sicherung gegen unbefugten Zugriff können Privilegierungsstufen und Zuständigkeiten eingeführt werden, mit denen das Bedienungspersonal über Passwort oder codiertem Ausweis für das Arbeiten in verschiedenen Aufgabenbereichen berechtigt wird (zum Beispiel für normalen Wartenbetrieb, für Datenpflege, für Systemwartung, für Zugriff auf bestimmte Teilnetze, für Trainingsfunktion usw.).

#### Kurvengrafiken
In Kurvengrafiken kann der zeitliche Verlauf von Strömen, Spannungen, Pegelständen, Durchflüssen oder anderen Messgrößen angezeigt werden.

#### Meldungsverarbeitung/Signalisierung/Alarmierung
- Verarbeitung von Zustandsinformationen u. a. auch mit Echtzeitstempel
- Auswertung des Erfassungsstatus
  - In Ereignisprotokollen werden alle relevanten Ereignisse dokumentiert
  - In Alarmlisten werden Alarme aufgelistet und durch Quittiervorgänge deren Bearbeitungsstatus gesetzt

#### Messwertverarbeitung
- Prüfung der Messwertplausibilität
- Umwandlung der Rohwerte über Geberkennlinie über lineare oder Polygonzug – Skalierung in Fertigwerte
- Überprüfung auf Grenzwertverletzungen und unzulässige Änderungsgeschwindigkeiten
- temperaturabhängige Grenzwertprüfungen (bei niedrigen Temperaturen sind Leitungen höher belastbar, da diese sich bei gleicher Last weniger ausdehnen und somit der Durchhang geringer ist)
- Alarmierung bei auftretenden Grenzwertverletzungen
- automatische Ersatzwertbildung über Ersatzmessstellen oder manuelle vorgegebene Größen
- Erneuerungskontrolle
- mathematische Weiterverarbeitung
- Archivverarbeitung
- Archivierung der definierten Werte mit Status und Zeit unter Berücksichtigung von Archivzeiträumen, Rasterzyklen, Verdichtungsstufen
- Verdichtung der Istwerte zu Mittel-, Minimal- oder Maximalwerte und Summen
- zyklische Archivierung in Rasterarchiven in Minuten-/Stunden-/Tages-/Monatszyklen
- ereignisgetriggerte Archivierung in Dynamikarchiven
- Korrekturmöglichkeit mit Kennzeichnung der korrigierten Werte
- automatische Nachverdichtung in den Verdichtungsstufen nach Handkorrekturen
- Langzeitarchivierung (auch auf entnehmbare Datenträger)

#### Zählwertverarbeitung
- Umwandlung der Rohwerte
- zyklische Verarbeitung als Absolut- oder Differenzwert
- Vergleich mit maximaler und minimaler Impulsanzahl je Zyklus
- Überwachung auf konstante oder variable Grenzwerte – Hysterese
- Aufsummierung der Ein/Aus-Zyklen und der Dauer aller Ein-Zustände von Betriebsmitteln

#### Befehlsverarbeitung/Steuerungen
Schalthandlungen werden über regelbasierte Verriegelungen geprüft, um menschliche Schaltfehler zu verhindern.
- Berücksichtigung von Verriegelungsbedingungen für Befehle. Befehlsausgaben dürfen nicht erfolgen, wenn zum Beispiel eine Verarbeitungssperre (zum Beispiel eine Verfügungserlaubnis oder Schaltsperre) gesetzt ist oder der Fern-/Ortschalter (F/O) in Stellung „Ort“ ist.
- Kontrolle von Befehlslaufzeiten
- Ausgabe von Sollwerten

Komplexe Schalthandlungen werden zum Zwecke der technologischen/zeitlichen Ablaufoptimierung und der Erhöhung der Sicherheit, statt in vielen Einzelschaltungen abgewickelt zu werden, durch Schaltprogramme/automatische Schaltfolgen/Programmschaltungen ausgeführt.

#### Leittechnische Verriegelungen
In den Schaltanlagen existieren umfangreiche elektrische und mechanische Verriegelungen. Von der Leitsystemsoftware werden bei allen Schalthandlungen zusätzliche Verriegelungsprüfungen durchgeführt.
Dabei können die folgenden Verriegelungsbefunde auftreten:
Schaltung erlaubt
undefiniertes Betriebsmittel
Einschalten verboten, weil der Spannungszustand mindestens auf einer Seite des Schaltelementes undefiniert ist (mindestens ein undefiniertes Betriebsmittel wurde gefunden). Das Ausschalten ist in diesem Fall für Last- und Leistungsschalter erlaubt.
fehlerhafter Spannungszustand
Einschalten verboten, weil der Spannungszustand des Schaltelementes mindestens auf einer Seite fehlerhaft ist. Das Ausschalten ist in diesem Fall für Last- und Leistungsschalter erlaubt. Der fehlerhafte Spannungszustand entsteht, wenn topologisch unzulässige Kombinationen von Netzelementzuständen vorhanden sind.
gestörtes Betriebsmittel
Einschalten verboten, weil der Spannungszustand des Schaltelementes mindestens auf einer Seite gestört ist (bei der topologischen Suche wurde mindestens ein gestörtes Betriebsmittel gefunden). Das Ausschalten ist in diesem Fall für Last- und Leistungsschalter erlaubt.
Kurzschlussgefahr
Einschalten verboten, weil Kurzschlussgefahr vorliegt. Das heißt, es wurden ein beliebiger spannungsführender Zustand und der Zustand „Geerdet“ gefunden. Das Ausschalten ist nur für Leistungsschalter erlaubt, um einen Kurzschluss aufzuheben.
Trenner nicht unter Last betätigen
Schaltung verboten, weil die Zustände „Spannungsführend“ und „Spannungslos (Last)“ an den Polen des Betriebsmittels ermittelt wurden. Leitungen werden auch als Lasten angenommen, da deren Kapazitäten und Induktivitäten einen Stromfluss zulassen.
2 Einspeisungen nicht durch Trenner verbinden
Schaltung verboten, weil unterschiedliche Einspeisungen nicht durch Trenner geschaltet werden dürfen.
unerlaubte Mehrfacheinspeisung
Einschalten verboten, weil eine „unerlaubte Mehrfacheinspeisung“ (mehrere geregelte Einspeisungen) entstehen kann. Teilnetze dürfen entweder nur eine geregelte Einspeisung oder eine oder mehrere handgeregelte Einspeisungen besitzen. Unerlaubte Mehrfachversorgungen dürfen durch Last- und Leistungsschalter aufgehoben werden.
Lastabwurf möglich
Schaltung verboten, weil Verbraucher dunkel geschaltet werden können.
Kurzschluss vorhanden
Schaltung verboten, da ein Kurzschluss nicht von Lastschaltern oder Trennern geschaltet werden kann.
Trennstreckenbedingung verletzt
Ein Leistungsschalter darf die Potentiale „Spannungsführend“ und „Geerdet“ nicht verbinden. Die Trennstreckenbedingung wird geprüft, wenn die Schaltung erlaubt ist und kein paralleler topologischer Pfad vorhanden ist.
Trenner nicht unter Spannung betätigen
Schaltung verboten, weil die Zustände „Spannungsführend“ und „Spannungslos“ an den Polen des Betriebsmittels ermittelt wurden.
Parametrierungsfehler
Schaltung verboten, weil ein Parametrierungsfehler vorliegt.
Zusätzlich können noch Ergebnisse aus der Netzsicherheitsrechnung zum Beispiel (n-1)-Sicherheit bei der Verriegelung berücksichtigt werden.

#### Weitere Funktionen
- Diagramme, Protokolle, Archive, Bilanzen
- automatische Erdschlusssuche und -abschaltung
- Schaltanträge/Schaltaufträge
- Meldebildansteuerung
- elektronischer Nadelbildersatz
- Fehlerorter
- Funktionen im Zusammenhang mit Erneuerbaren Energien
  - Einspeisemanagement
  - Smartgrid

#### Kopplungen zu Fremdsystemen
- Kopplung zur Betriebs-Informationstechnik über LAN
- Kopplung zu Netzplanungssystemen
- Kopplung zu Geoinformationssystemen (GIS)
- Kopplungen zu anderen Netzleitsystemen (Realisierung häufig über TASE.2)

### Höhere Entscheidungs- und Optimierungsfunktionen (HEO)
Der Komplex Höhere Entscheidungs- und Optimierungsfunktionen umfasst verschiedene Rechenverfahren, die das Betriebsführungspersonal bei der Führung des Netzes unterstützen, also ein erweiterter Funktionsumfang, der über SCADA hinausgeht. Etliche dieser Erweiterungen sind spezifisch für einzelne Hersteller und u. U. auch bei verschiedenen Herstellern unterschiedlich benannt.
- Topologieerkennung und -einfärbung
- höherwertige Verriegelungsprüfungen zum Beispiel Abschalten der letzten Einspeisung
- Laststeuerung
- Bezugskostenoptimierung
- Leistungsfrequenzregelung
- State Estimation (Netzzustandserkennung)
- integrierte Lastflussrechnung, Kurzschlussstromberechnung
- Ausfallvariantenrechnung ((n-1)-Sicherheit)
- Netzverluste
- Spannungsprofil
- Energieeinsatz
- Energie-Daten-Management
- Prognosen/Analysen

### HEO-Funktionen für Stromnetze
State Estimation und Knotenlastanpassung
Die State Estimation dient dazu, durch Auswertung verschiedener Informationen und Bereinigung der Messwertfehler den echten aktuellen Netzzustand zu schätzen. Während das Hochspannungsnetz mit den vorhandenen Messwerten estimiert werden kann, müssen die nicht gemessenen Lasten der Umspannstationen (UST) im Mittelspannungsnetz zuerst durch eine Knotenlastanpassung und Tagesganglinienbetrachtung grob geschätzt werden, bevor sie estimiert werden können. Als Ergebnis werden u. a. die aktuellen Lasten und Einspeisungen geliefert. Sie bilden die Basis für die meisten anderen Rechnungen.
Zustandsimulation (Lastflussrechnung im Hochspannungsnetz)
Im Modus Simulation (kurzfristige Betriebsplanung) fehlen die aktuellen Messwerte. Die Zustandssimulation als Vorstufe der Lastflussberechnung dient aufgrund fehlender Prozessinformationen als Ersatz für die nicht durchführbare Estimation. Der Netzzustand ist die Simulations-Basis für eine vom Bediener vorgebbare Änderung der Topologie und somit Lastsituation.
Lastflussberechnung (im Mittelspannungsnetz)
Die Lastflussberechnung Mittelspannung wird im 10/20-kV-Netz eingesetzt. Sie berechnet (vorausgesetzt es sind die elektrischen Vierpol-Daten der Mittelspannungsnetze und Verbrauchsdaten in den Netzknoten vorhanden), die Lastflusssituation und die Spannungsverteilung im Mittelspannungsnetz. Hierzu sind für jede Umspannstation ein Messwert P/Q oder eine Tageslastgangskennlinie und ein Laststrombasiswert notwendig.
Kurzschlussrechnung (im Hochspannungsnetz)
Die Kurzschlussrechnung wird zur Überwachung der Beanspruchung der Betriebsmittel im Fall eines 3/1-poligen Kurzschlusses KS eingesetzt. Des Weiteren wird durch die Überwachung der unteren Grenze bei einem 1-poligen KS der zur Schutzauslösung notwendige Fehlerstrom geprüft.
Kurzschlussstromberechnung (im Mittelspannungsnetz)
Für die Mittelspannung wird die Kurzschlussstromberechnung meist im Rahmen der Schaltzustandsüberprüfung durchgeführt. Hier wird geprüft, ob der zu erwartende dreipolige Kurzschlussstrom am elektrisch entferntesten Leitungsende den Schutzauslösewert erreicht.
Die Ausfallvariantenrechnung
Die Ausfallvariantenrechnung wird zur Überwachung der (n-1)-Sicherheit des Netzes eingesetzt. Hier wird meist nur das Hochspannungsnetz betrachtet. Die zu berechnenden Ausfallvarianten werden automatisch nach vorgegebenen Kriterien durch das Leitsystem oder in speziellen Netzbetrachtungen auch durch den Bediener festgelegt.
Die Lastflussoptimierung (OPF – Optimal Power Flow)
Die Lastflussoptimierung ermittelt Trafostufenstellungen und Blindleistungsfahrweise von Generatoren die zu einer Minimierung der Wirkleistungsverluste im Hochspannungsnetz führen. Für die Rechnung werden Nebenbedingungen (Restriktionen) vorgegeben. Das sind neben dem Spannungsband an Netzknotenpunkten auch Wirk- und Blindflüsse bzw. Ströme über Zweige. Es wird zwischen harten und weichen Nebenbedingungen unterschieden. Harte Nebenbedingungen sind netztechnische bzw. betriebliche Einschränkungen die immer eingehalten werden müssen, weiche hingegen werden so behandelt, dass sie möglichst nicht verletzt werden.
Ausgleichsstromberechnung beim Schalten in Mittelspannungsnetzen
Beim Zusammenschalten von Mittelspannungsstrecken oder dem Zusammenschalten von Mittelspannungsnetzgruppen wird vor der Durchführung der Schaltung eine Ausgleichsstromberechnung durchgeführt. Hiermit wird vor der Schaltung von Betriebsmitteln überprüft, ob das Schaltmittel (meist Lastschalter in Umspannstationen) den sich einstellenden Strom zerstörungsfrei einschalten kann.

### HEO-Funktionen für Gasnetze
- Verbrauchsprognose: einige Verfahren basieren auf künstliches neuronales Netz.
  - Kurzzeitprognose (1 Std.)
  - Tages-/Langzeitprognose
  - Berücksichtigung von Tagestypen, Temperaturen
  - Berücksichtigung von Betriebsstunden, Speicherverträgen, Netzpuffer
  - Berücksichtigung zukünftiger Umwelteinflüsse wie zum Beispiel. Online-Wetterdaten
- Bezugsüberwachung und -steuerung / Bezugs- und Speichermanagement
  - Ermittlung Gesamtbezug aus den Bezugsstationen
  - Hochrechnung aktueller Bezug zum Beispiel auf Basis linearer Regression auf aktuelle Stunde
  - Vergleich mit vertraglich festgelegten Bezugsdaten
  - Allokation pro Station und Verbrauchskunde
  - Berücksichtigung Bilanzausgleich, Netzpuffer, Speichereinsatz, Erzeuger, Spotmengen, abschaltbare Verbraucher
  - Überwachung von Grenzwerten, Speicher- und Erzeugerverträge
- Bezugskostenoptimierung: Ausgehend von einem prognostizierten Verbrauch wird ein Einsatzplan für die Gasspeicher sowie Schaltvorschläge für beeinflussbare Verbraucher ermittelt. Das Ergebnis wird als „Fahrplan“ dargestellt. Erst wenn die Mengen zur Spitzenabdeckung unter Berücksichtigung der Verbraucherabschaltungsmöglichkeiten nicht ausreichen um den Sollbezugswert einzuhalten, wird durch die Optimierung eine entsprechende Erhöhung des Sollwertes vorgeschlagen.
  - Kurzzeitoptimierung (1 Std.)
  - Optimierung Stundenbezug (optimale Verteilung des Gasbezugs auf die einzelnen Bezugsstationen)
  - Optimierung Tagesbezug (Ermittlung der optimalen Stundenbezugssollwerte auf Basis der Verbrauchsprognose)
  - Berücksichtigung Ergebnisse (Verbrauchsprognose, Netzpuffer und Nominierungen aus Verträgen)
- Rohrnetzsimulation
- Netz-Kapazitätsmanagement
  - Ziel: Die vom Transportkunden am Einspeisepunkt bereitgestellte Gasmenge soll gemäß den relevanten Transportregelungen am Ausspeisepunkt verfügbar gemacht werden. Das heißt, der Netzbetreiber ist für die Durchführung der vereinbarten Transporte in seinem Versorgungsnetz und für die Abstimmung mit den anderen am Transport beteiligten Netzbetreibern verantwortlich. Dabei gelten alle Bestimmungen des EnWG und GNZV.

### HEO-Funktionen für Wassernetze
Verbrauchsprognose
siehe oben.
Wasserleckanalyse
Die Leckanalyse im Versorgungsnetz wird nachts zu verbrauchsarmen Zeiten durchgeführt, indem definierte Ruheverbrauchswerte einzelner Versorgungsbezirke geprüft werden. Für die Leckanalyse in den Rohrleitungen werden Mengenvergleiche durchgeführt, sofern die Mengen am Anfang und Ende der Leitungen messtechnisch erfassbar sind.
Brunnenabsenkung
Zur statistischen Auswertung der Einflüsse von Pumpvorgängen auf den Grundwasserstand werden die Wasserstände aller Pumpenschächte zyklisch erfasst. Daraus können eventuelle Einflüsse auf den Grundwasserstand, insbesondere dessen Absenkung durch Pumpvorgänge erkannt werden.
Pumpenoptimierung
Als Ergänzung zur Lastoptimierung übernimmt das System auch die Pumpensteuerung im Wasserwerk. In Abhängigkeit von der Strombezugssituation und den gemessenen Behälterständen werden die Pumpen der Brunnen und Behälter geschaltet.

### HEO-Funktionen für Fernwärmenetze
Die Fernwärmeprognose dient der optimalen Einsatzplanung von „HKW“ (Heizkraftwerken). Wegen ähnlichen Verbraucherverhaltens wie in Gasnetzen können gleiche mathematische Verfahren angewandt werden. Optimierungen entfallen, da abschaltbare Abnehmer nicht vorhanden sind.

## Wartentechnik/MMI/Visualisierung/Bedienebene
Die oberste Ebene in einem Netzleitsystem bildet die Wartentechnik. Die Visualisierung des Prozesses erfolgt heute über Leitplätze, die mit 4 bis 6 Monitoren und eventuell zusätzlich mit Großbildprojektionen ausgestattet sind.
In älteren Warten findet man zusätzlich noch das so genannte Mosaikbild (Rückmeldetafel) als fest verdrahtete Anzeigeeinheit (nur noch selten als Bedieneinheit).
Bei der Großbildprojektion sind mehrere Bildschirme/Grafikmodule möglichst ohne sichtbare Trennfugen aneinandergefügt.
Die Drucker in den Warten dienen heute in der Regel nur noch dazu, gezielt bestimmte Informationen auszudrucken. Früher wurde durch den ständigen Ausdruck aller Ereignisse die Langzeit-Dokumentation gewährleistet.

## Systemtechnik/Leitsystem/Hardware
Das Leitsystem stellt die notwendige zentrale Infrastruktur zur Verfügung, um alle Aufgaben zu erfüllen:
- Client/Server – Computersysteme (überwiegend redundant) mit zugehörigen Massenspeichern
- Netzwerke
- weitere Zugangsmöglichkeiten

Die Rechner des Leitsystems sind etwa seit Mitte der 90er Jahre fast ausnahmslos Unix- oder Windows-basierte Rechner. Aus Sicherheitsgründen ist es üblich, die Rechnertechnik redundant auszulegen, d. h. zwei Rechner mit gleicher Aufgabenstellung werden parallel betrieben und überwachen sich gegenseitig. Fällt einer der beiden Rechner aus, übernimmt der jeweils andere dessen Aufgaben, so dass der Betrieb des Netzes nicht eingeschränkt wird.
Als Rechner kommen Workstations oder Standard-PC in Workstation/Server-Technologie zum Einsatz.
Die Redundanz wird normalerweise auch auf die lokale Vernetzung (LAN) ausgeweitet.
In vielen Fällen stehen auch die Fernwirkzentralen (FWZ) direkt am Ort der Leitrechner. Sie werden dann meist ebenfalls als Komponente der Netzleitebene betrachtet. Die Anbindung der FWZ und Leitsystemrechner erfolgt in der Regel über LAN, dabei kommen entweder herstellerspezifische Protokolle oder Standard-Protokolle wie TASE.2 bzw. IEC 60870-5-104 zum Einsatz.
Analog zur Verknüpfung der elektrischen Netze einzelner Betreiber zu einem großen europäischen Verbundnetz (UCTE-Netz) müssen auch die Informationen aus Leitsystemen innerhalb der einzelnen Unternehmen, inzwischen aber auch unternehmensübergreifend oder sogar international ausgetauscht werden. Dabei kommt ebenfalls TASE.2 als Protokoll zum Einsatz.

## Systemüberwachung/Systemverfügbarkeit
Neben den SCADA-Funktionen und HEO-Bausteinen gehören zum Funktionsumfang des Netzleitsystems zahlreiche Systemfunktionen, wie zum Beispiel eine ständig mitlaufende Eigenüberwachung, mit der mögliche Fehler frühzeitig erkannt und dargestellt werden, bevor sie Fehlfunktionen verursachen.
Zum Umfang der allgemeinen Systemfunktionen gehören u. a.:
- Überwachung auf Kommunikationsfehler zwischen Prozess-Interface und Unterstationen
- Überwachung auf Ausfall von Fernwirklinien
- Überwachung auf Ausfall von Leitsystemkomponenten
- Online-Diagnose und Ferndiagnose
- Datensicherungsfunktionen für Systemsoftware, Datenmodell und Archive
- Sicherheitsmaßnahmen bei Redundanz-Konfiguration
- Systemmeldungsverarbeitung
- Bedienen und Beeinflussen der Systemkomponenten

Die Überwachungsfunktionen erstrecken sich nicht nur auf Hardware, sondern schließen auch Software-Module, Kommunikationsstrecken und Fernwirkeinrichtungen ein. So wird zum Beispiel der Ausfall einer einzelnen Fernwirkkanalanschaltung durch automatisches Umschalten auf eine redundante Anschaltung in einem anderen Gerät kompensiert. Dadurch wird die Gesamtverfügbarkeit eines Leitsystems erheblich gesteigert.

## Fernwirkkopplung/Fernwirkübertragung
Der Fernwirkanlage werden die zu übertragenden Informationen (Meldungen, Messwerte, Zählwerte, …) vor Ort in paralleler Form an einem Rangierverteiler zur Verfügung gestellt. Dabei liegen die Informationen jeweils über einzelne Signaladern auf der einen Seite des Rangierverteilers an und werden auf der anderen Seite des Verteilers in der Weise rangiert, dass sich eine normierte Kontaktbelegung ergibt und dann über Steckverbindungen mit den Eingabebaugruppen des Fernwirkgerätes verbunden werden. Informationen, wie zum Beispiel Steuerbefehle, die in Gegenrichtung aus der Zentrale kommen, müssen dann entsprechend aus dem einlaufenden Telegramm ausgekoppelt und über die Ausgabebaugruppen an die Steuerkreise der Sekundärtechnik ausgegeben werden.
Die Fernwirkkopplung erfolgt über Fernwirkzentralen (FWZ). Sie wird auch Prozesskoppelsystem, Fernwirk-Gateway etc. genannt. Über Linienkoppler verschiedener Bauart tritt die FWZ mit den Unterstationen (FWU, RTU) in Verbindung. Diese Fernwirkstrecke kann über sehr große Entfernungen reichen. Tatsächlich werden einige Strecken über Satellit geführt.
Im Normalfall ist eine FWZ mit vielen FWU verbunden. Die dabei eingesetzten Sprachen, so genannte Fernwirkprotokolle, sind recht zahlreich. Allerdings werden im Bereich Fernwirken nur bestimmte Protokolle regelmäßig eingesetzt.
Nachdem heute in vielen Bereichen zunehmend (redundante) WAN-Verbindungen zwischen den Standorten von Netzleitstelle und wichtigen Orten im Prozess (Übergabestationen, Umspannwerke, Kläranlagen, Wasserwerke) existieren, werden die FWZ in wachsendem Umfang aus der Netzleitstelle an dezentrale Standorte im Netzgebiet verlegt. Damit steigt in der Regel die Verfügbarkeit der Prozessanbindung, gleichzeitig werden höhere Datenübertragungsraten verfügbar.

## Stationsleitebene/Feldleitebene
Die Stationsleittechnik fällt oft mit der Feldleittechnik zusammen. Früher handelte es sich dabei meist um eine Fernwirkunterstation (FWU, engl. RTU). Sie ist das Bindeglied zwischen dem Prozess und der Netzleitebene.
Eine Fernwirkunterstation verfügt über Signal-Ein- und Ausgänge. Hier wird zum Beispiel ein Messwert aus dem Prozess als Analogwert eingelesen und an die Fernwirkzentrale weitergeleitet.
Moderne Stationsautomatisierungssysteme (SAS) sind dezentral aufgebaut, entsprechen meist dem Standard IEC 61850 und definieren sich über vier Hauptkomponenten:
- Intelligent electronic devices (IED) wie zum Beispiel Feldsteuergeräte, Schutzeinrichtungen, Spannungsregler etc.
- Feld- und Stationsbus respektive Kommunikationsnetzwerk bestehend aus Netzwerkswitches und vorzugsweise LWL-Verbindungen
- Lokaler abgesetzter Bedienplatz (HMI) zur geschützten Bedienung der gesamten Station
- Fernwirk-Gateway als definierte Schnittstelle zur Netzleittechnik

In vielen Stationsautomatisierungssystemen (SAS) ist eine Lokalsteuerung möglich, d. h. der Bediener kann direkt am IED oder einem abgesetzten Bedienplatz (HMI) schalten. Befehle von der Netzleitebene werden nach einer Umschaltung der Bedienhoheit auf die Lokalsteuerung ignoriert.

## Rundsteuerung/Lastregelung
Die Rundsteuerung, auch Tonfrequenz-Rundsteuerung (TRA) genannt, ist Teil der Netzleittechnik und dient der großflächigen Steuerung von Tarifen und Lasten (wie zum Beispiel Speicherheizung) bei den Stromkunden. Dabei werden über leistungsstarke Sendeanlagen codierte Tonfrequenzimpulse (zum Beispiel 190 Hz) in das Netz eingespeist und der 50-Hz-Spannung überlagert. An jeder Stelle des Verteilnetzes sind diese Impulse über einfache Empfänger decodierbar und können so vor Ort für Schaltbefehle bei beliebig vielen Kunden verwendet werden, die dann parallel diese Signale empfangen (z. B. Umschaltung auf Nachtstromtarif, Straßenbeleuchtung ein/aus usw.)
Neuerdings werden anstelle der netzgebundenen Tonfrequenz-Rundsteuertechnik Funkrundsteuersysteme über Langwellensender. eingesetzt.

## Datenmodell
Die zur Netzmodellierung notwendige Datenbasis kann weit über eine Million Datenpunkte umfassen. Hierzu werden Datenmanagementsysteme und Datenbanken eingesetzt, die die Bereitstellung und Manipulation der benötigten Informationen und Daten erlauben.

## Datenmodellerstellung und -pflege
Der Aufwand zur Modellierung technischer Netze steigt ständig, da wachsende betriebliche Anforderungen zunehmend mehr Informationen erfordern und aufwändige Darstellungsmethoden den Aufwand der Bildkonstruktion erhöhen. Eine durchgängige Datenmodellierung möglichst an nur einer zentralen Stelle reduziert den Aufwand bei Datenersteingabe und -pflege. Netzleitsysteme bieten meist objektorientierte Datenmanagementsoftware.
Objektorientierte Datenmodelleingabe
Die Erfahrungen aus vielen Projekten der Lieferanten und Anwender schlagen sich in Objekt-Bibliotheken für die Versorgungsbereiche (Strom, Gas, Wasser und Fernwärme) nieder. Sie bieten zu Projektbeginn die Ausgangsplattform, von der aus projektspezifische Erfordernisse durch Variation der vorhandenen Typen vorgenommen werden. Der Vorteil für den Anwender liegt in einer bereits erprobten Ausgangsbasis für das Datenmodell sowie in der Flexibilität, dieses bedarfsgerecht anpassen zu können.
Typisierung
Für die Typisierung geeignete Objekte in Versorgungsnetzen sind zum Beispiel: Melder, Messwerte, Befehle, … Trenner, Schalter, Schieber, Pumpenfelder, Sammelschienenanlagen, Unterstationen, FW-Linien, Netze (Strom, Gas, …), Fernwirkanlagen, Komponenten des Leitsystems
Übernahme vorhandener Datenmodelle
Ein weiterer Beitrag zur Rationalisierung liegt in der Möglichkeit, bestehende Datenmodelle teilweise zu übernehmen – soweit dies technisch sinnvoll und möglich ist. Insbesondere bei der Datenersteingabe können bei Ablösung bestehender Leitsysteme Einsparungen durch die Übernahme von geprüften Altdaten erreicht werden. Ein weiterer, häufig noch wichtigerer Aspekt ist der der Sicherheit, da die Altdaten bereits einem geprüften Datenbestand angehören und als geprüfter Bestandteil in das neue System übernommen werden können. So erübrigt sich oft ein expliziter Bittest mit Vorort-Einsatz, weil man die übertragenen Daten im Optimalfall im Alt- und Neusystem in der Leitwarte gleichzeitig sieht.

## Prozess
Zur Übertragung elektrischer Energie von den Kraftwerken zu den Kunden ist ein weit verzweigtes Stromtransport- und Stromverteilnetz mit unterschiedlichen Spannungsebenen erforderlich.
Das Höchstspannungsnetz (in Westeuropa ein 380-kV-Netz mit unterlagertem 220-kV-Netz) ist als Verbundnetz von Gibraltar bis nach Polen zusammengeschaltet und wird mit der gleichen Netzfrequenz 50 Hz betrieben. Die Führung dieses Netzes erfolgt gemäß der nationalen Zuständigkeiten in enger internationaler Zusammenarbeit über nationale Höchstspannungs-Netzleitstellen oder wie in Deutschland über entsprechende Netzleitstellen der Übertragungsnetzbetreiber.
Diesem Höchstspannungsnetz unterlagert sind galvanisch getrennte 110-kV-Hochspannungsnetze mit diversen Einspeisestellen (Umspannanlagen) aus dem Höchstspannungsnetz. Die Auftrennung dieser Netzebene in 110-kV-Netzgruppen mit nur wenigen Einspeisestellen ist aus Gründen der maximalen Kurzschlussleistung im Netz und in Netzen mit Erdschlusskompensation zur Begrenzung der maximal zulässigen Fehlerströme notwendig. Die 110-kV-Hochspannungsnetzgruppen haben meist überregionalen Charakter.
An die vermascht betriebenen 110-kV-Hochspannungsnetze sind die Einspeiseumspannwerke 110/10 kV oder 110/20 kV für die örtlichen Mittelspannungsnetze angeschlossen. Die Mittelspannungsnetze dienen zur örtlichen Versorgung der Netzstationen (20/0,4 kV bzw. 10 kV/0,4 kV) und der mittelständischen Industrieanlagen. Diese Netze sind zwar vermascht aufgebaut, werden jedoch in der Regel in einzelnen Stromkreisen stichartig betrieben; so betriebene Stromkreise werden auch als „offene Ringe“ bezeichnet. Die Abgrenzung der Stromkreise gegeneinander erfolgt durch offene Schaltstellen in Netzstationen, so genannten Normtrennstellen. Über diese Schaltstellen kann durch Umschaltung Reserve bereitgestellt werden.
Während in der Regel die Schaltanlagen, Umspannanlagen sowie die Einspeise- und Ausspeiseanlagen (Übergabestellen) im Höchst- und Hochspannungsnetz einschließlich der Umspannwerksschaltanlagen zur Einspeisung in das Mittelspannungsnetz (20 bzw. 10 kV) fernsteuer- und fernüberwachbar sind, sind die vielen Netzstationen und Industrieeinspeisestellen im Mittelspannungsnetz, von einzelnen besonderen Schwerpunktstationen abgesehen, nicht fernsteuerbar. Die Schalter dieser Anlagen müssen vor Ort „Hand-betätigt“ werden. Das gesamte Niederspannungsnetz ist nur vor Ort betätigbar. Diese Netze werden entsprechend der Mittelspannungsnetzführung in einzelnen galvanisch getrennten Niederspannungsnetzen mit einer Einspeisung betrieben. Die Führung des Niederspannungsnetzes erfolgt ausschließlich über einen funk- oder telefonunterstützten Betrieb zwischen dem Betriebsführenden in einer Netzleitstelle und dem vor Ort schaltenden Personal.
Sensoren/Messwertgeber geben Auskunft über Strom, Spannung, Wirkleistung und Blindleistung im Umspannwerk. Des Weiteren werden Meldungen, Messwerte und/oder Zählwerte übertragen und Befehle oder Sollwerte ausgeführt.
Andere Prozesse beinhalten Gasnetze, Kläranlagen, Wasserwerknetze sowie Fernwärmenetze.